# Garganta de Navamediana
La garganta de Navamediana es un curso de agua del interior de la península ibérica, en la parte central de la sierra de Gredos. Discurre por la provincia española de Ávila.

## Curso
Nace de aguas de escorrentía y deshielo en el circo glaciar situado en la cabecera de su curso, entre los picos Meapoco y la Plaza de Toros, en el término municipal de Bohoyo, a unos 2200 m sobre el nivel del mar. Desemboca en el río Tormes por su margen izquierda junto a la localidad de Navamediana, a una altitud de 1100 m. Esta garganta posee varias pozas naturales de aguas en las que es posible el baño. La totalidad de su curso se encuentra dentro del área de protección del parque regional de la Sierra de Gredos.
Aparece descrita en el decimosegundo volumen del Diccionario geográfico-estadístico-histórico de España y sus posesiones de Ultramar de Pascual Madoz de la siguiente manera:

NAVAMEDIANA: garganta en la prov. de Avila; part. jud. del Barco de Ávila; tiene su origen en lo mas elevado de la sierra de Bohoyo, y sigue su curso como 1 leg. hasta desembocar en el r. Tórmes por bajo del pueblo de su nombre; durante su marcha, recoge las aguas de diferentes arroyuelos; las que se utilizan para el riego de muchos y buenos prados, que éxisten á sus márg., y cria escelentes truchas.
(Madoz, 1849, p. 64)

## PR-AV 38
El sendero PR-AV 38 (marcas blancas y amarillas) recorre 7,2 km del curso de la garganta desde Navamediana hasta una altitud de unos 1850 m en la parte alta de la garganta, avanzando paralelo al cauce.